# Grootkanselier
Een grootkanselier is een functionaris van een overheid, orde of instelling.  De titel wordt actief gebruikt in de Rooms-Katholieke Kerk, maar circuleert ook in Frankrijk met de Grootkanselier van het Legioen van Eer of in het Verenigd Koninkrijk met de Lord Chancellor. Vroeger werd de titel ook gebruikt voor de grootzegelbewaarder bij sommige ridderlijke orden. De republiek Venetië had eveneens een grootkanselier of cancelliere grande.

## Kerkelijk
Een grootkanselier in de Rooms-Katholieke Kerk (Latijn: Magnus Cancellarius) vertegenwoordigt zowel de Heilige Stoel bij een theologische faculteit of een katholieke universiteit alsook tegelijkertijd de faculteit of universiteit bij de Heilige Stoel. Traditioneel is de functie van grootkanselier ex officio verbonden met de zetel van aartsbisschop.
In België is Mgr. Jozef De Kesel grootkanselier van de Katholieke Universiteit Leuven en de Université catholique de Louvain.  De aartsbisschop is dan ook de voorzitter van de inrichtende macht van beide universiteiten.
Mgr. Wim Eijk onderhoudt in Nederland namens de Bisschoppenconferentie de officiële contacten met de Faculteit Katholieke Theologie van Tilburg University (in Utrecht) en met de theologische faculteit van de Radboud Universiteit in Nijmegen en vertegenwoordigt deze faculteiten bij de Congregatie voor de Katholieke Opvoeding in Rome.
Mgr. Agostino Vallini is grootkanselier van de Pauselijke Lateraanse Universiteit, Abt Wolf is grootkanselier van het Pontificio Ateneo Sant' Anselmo, Mgr. Versaldi is grootkanselier van de Pauselijke Universiteit Gregoriana, het Pauselijk Instituut voor Gewijde Muziek en van het Pauselijk Instituut voor Christelijke Archeologie en Mgr. Jozef Tomko  grootkanselier van de Pauselijke Urbaniana Universiteit.